# Марк Іванір
Марк Іванір (Mark Ivanir; нар. 6 вересня 1968, Чернівці) — актор театру, кіно і телебачення, володар призу «Срібний ведмідь» Берлінського міжнародного кінофестивалю.

## Біографія
Марк Іванір народився на території України 6 вересня 1968 року (за іншими даними, в 1964 році). В 1972 році у сім'я Марка емігрувала до Ізраїлю. Після закінчення школи він вступив на службу в ізраїльську армію, брав участь у кількох секретних місіях. Пізніше армійський досвід, отриманий ним при проведенні спецзавдань, Іванір вміло використовував у своїй акторській професії при роботі над ролями військових, шпигунів і таємних агентів.
В кінці 1980-х років після виходу у відставку Іванір, відмовившись від привабливих пропозицій продовжити кар'єру в ізраїльських спецслужбах, став навчатися ремеслу актора в цирковому училищі на відділенні клоунади. У 1988—1990 роках він став стипендіатом Ізраїльського культурного фонду Америки. Перші виступи Марка перед публікою відбулися на європейських вулицях, а потім він став виступати на арені Брюссельського цирку «Cirque Pauwels» як жонглер. Після декількох років роботи в цирковій групі Марк продовжив свою акторську освіту і вступив на факультет акторської майстерності Вищої школи мистецтв «Ніссан Натів» у Тель-Авіві. Після її закінчення Іванір грав у Камерному театрі Тель-Авіва, Ізраїльської опері, а в 1991 році у став одним із засновників та учасників театру «Гешер».
За два роки новому театру, група якого повністю складалася з вихідців з колишнього Радянського Союзу, а вистави йшли на трьох мовах — івриті, англійською та російською, вдалося піднятися на саму вершину ізраїльського театрального Олімпу і заслужити захоплені відгуки «Таймс», яка назвала Гешер одним з шести найкращих театрів світу. За десять років у «Гешер» Марк зіграв багато ролей (Боярський у виставі «Місто» за «Одеськими розповідями» Бабеля, Даміс в «Тартюфі» Мольєра, Іволгін в «Ідіоті» по Достоєвському, Муаррон в «Мольєрі» Булгакова та інших), об'їздивши з гастролями майже весь світ (йому довелося грати на сценах Лондона, Нью-Йорка, Парижа, Берліна і Рима), а також спробував свої сили як перекладач — він переклав з російської на іврит і адаптував вісім п'єс.
Вперше Іванір з'явився на екрані в 1988 році у військовому бойовику канадсько-ізраїльського виробництва «Залізний орел 2».
Далі були зйомки в ізраїльських серіалах («Франко і Спектор» та інших) і фільмах, що принесли акторові відносну популярність в Ізраїлі, а також епізодичні ролі в серіалах «Закон і порядок», «Крутий Вокер», «Поліція Нью-Йорка».
Іванір дебютував у Голлівуді у відзначеному сімома «Оскарами» фільмі Стівена Спілберга «Список Шиндлера» 1993 року, зігравши в ньому помічника Оскара Шиндлера Марселя Голдберга. Після цієї ролі Марк, який до того часу перебрався в Лондон, став частіше з'являтися в американських серіалах («CSI Місце злочину», «Шпигунка», «24 години», «Агентство»). В 2001 році в разом з дружиною і з двома дітьми він переїхав у Лос-Анджелес, де живе і нині. Марк продовжує активно зніматися в кіно («Божевільна сімейка», «Містер і місіс Сміт», «Тіні минулого», «Незаперечний 2», «Незаперечний 3») і серіалах («Дефективний детектив», «Ляльковий дім», «Чистильник»), виконуючи переважно ролі російських персонажів або представників інших слов'янських народів, у чому йому, звичайно ж, сильно допомагає знання мови і дитинство, проведене в Чернівцях. В 2004 році у Марк вдруге знявся у Спілберга — в картині «Термінал», зігравши епізодичну роль таксиста. За час кінокар'єри Марка Іваніра його партнерами по знімальному майданчику в різний час були Анджеліна Джолі, Бред Пітт, Метт Деймон, Річард Гір, Том Генкс, Ліам Нісон, Бен Кінгслі, Ральф Файнс та інші знамениті актори.
Також Іванір займається озвученням різних відеоігор, серед яких — «Psychonauts», «Call of Duty 2», «Call of Duty 3», «Gothic 3», «Tom Clancy's Splinter Cell: Double Agent», «World in Conflict», «Call of Duty 4: Modern Warfare», «Cars Mater-National», «World in Conflict: Soviet Assault», «The Chronicles of Riddick: Assault on Dark Athena», «Metro 2033», «Medal of Honor 2010», «Assassin's Creed: Revelations». Став прототипом персонажа «Соломон» у грі Battlefield 3.

## Фільмографія
| Рік  |   | Українська назва             | Оригінальна назва               | Роль             |
| ---- | - | ---------------------------- | ------------------------------- | ---------------- |
| 1991 | ф | Загін «Дельта» 3: Вбивча гра | Delta Force 3: The Killing Game |                  |
| 1993 | ф | Список Шиндлера              | Schindler's List                |                  |
| 2001 | с | 24                           | 24                              |                  |
| 2004 | с | Місце злочину: Нью-Йорк      | CSI: NY                         |                  |
| 2004 | ф | Термінал                     | The Terminal                    |                  |
| 2005 | ф | Містер і місіс Сміт          | Mr. & Mrs. Smith                |                  |
| 2006 | ф | Хибна спокуса                | The Good Shepherd               |                  |
| 2008 | ф | Що тут сталося               | What Just Happened              |                  |
| 2010 | ф | Бунраку                      | Bunraku                         |                  |
| 2010 | ф | Незаперечний 3               | Undisputed III: Redemption      |                  |
| 2010 | ф | The Human Resources Manager  | The Human Resources Manager     |                  |
| 2011 | ф | Калейдоскоп любові           | 360                             |                  |
| 2012 | ф | Прощальний квартет           | A Late Quartet                  |                  |
| 2012 | ф | Big Miracle                  | Big Miracle                     |                  |
| 2012 | ф | Четверта влада               | The Fourth State                | Аслан            |
| 2017 | ф | Одного разу у Німеччині      | Es war einmal in Deutschland... | Гольцманн        |
| 2024 | ф | Емілія Перес                 | Emilia Pérez                    | доктор Вассерман |

## Нагороди
Марк Іванір — володар призу «Срібний ведмідь» Берлінського міжнародного кінофестивалю 2006 за виконання ролі Валентина Миронова в трилері  Роберта де Ніро «Хибна спокуса». За цю ж роль актор увійшов до Топ-100 виконавців найбільш пам'ятних чоловічих ролей 2006 року за версією журналу The New York Observer.